# Tem CTO
Tem hủy theo yêu cầu hay tem CTO (viết tắt từ tiếng Anh: cancelled to order) là các tem thư bị hủy bỏ bằng việc đóng dấu bưu điện trước khi được bán cho các người sưu tập tem hoặc các nhà buôn tem.
Lý do để hủy tem như vậy là để phục vụ nhu cầu sưu tầm tem và để loại bỏ khả năng tem sẽ được dùng vào việc gửi thư.
Tuy một số người sưu tầm tem chơi tem sống, đa số thích các tem đã có đóng dấu bưu điện (tem chết). Thực tế, để lập nên một bộ sưu tầm hoàn thiện, đủ bộ sẽ mất thời gian và khó khăn nếu chỉ bóc ra từ phong bì, nên nhiều bưu điện phục vụ những người chơi này với các tem mới đủ bộ đã đóng dấu. Ưu điểm của phương pháp này còn ở chỗ: các tem như vậy có thể đã được chính thức sử dụng, nhưng chưa đưa qua hệ thống chuyển phát thực sự, và các bưu điện sắp xếp chúng lại và đóng dấu hủy một cách kín đáo.
Một kiểu hủy theo yêu cầu không chính thức là các nhà sưu tầm làm việc trực tiếp với các nhân viên bưu cục. Nhà sưu tầm đưa cho nhân viên bưu cục các phong bì đã dán tem, các nhân viên đóng dấu rồi trả lại cho nhà sưu tầm. Luật lệ một số nước cho phép hình thức hủy tem này, nhưng một số khác thì không. Các tem này vẫn có thể thiếu các dấu hiệu bưu điện dành cho các tem được thực sự gửi đi cùng phong bì.
Hình thức này nhiều khi dẫn đến việc cố tình hủy tem bằng các dụng cụ đóng dấu giả mạo để chạy theo lợi nhuận, nhất là khi tem đã hủy có giá trị hơn nhiều các tem chưa dùng, ví dụ cho các tem từ các lãnh thổ xa xôi, hoặc số lượng phát hành ít. Kiểu giả mạo này đôi khi được phát hiện bởi các dấu hiệu bất thường trên dấu để lại, trên ngày tháng...
Một kiểu hủy theo yêu cầu khác xuất hiện ở những nước muốn kiếm lợi nhuận từ các nhà sưu tầm tem. Kiểu này dễ nhận ra: dấu hủy rất sắc nét, thường ở một góc, thiếu tên của nơi nhận, và keo dính vẫn còn nguyên. Có nước còn in sẵn dấu hủy lên tem loại này, như là một phần của thiết kế của tem.